# دون فرايداي
دون فرايداي (بالإنجليزية: Don Friday)‏ هو مدرب كرة سلة أمريكي، ولد في 17 أبريل 1968.